# Проклятие мумии
«Проклятие мумии» (англ. The Mummy's Curse) — классический фильм ужасов студии Universal Pictures, вышедший на экраны в 1944 году. Серия фильмов Юниверсал о Мумии может похвастаться своеобразной альтернативной историей мира. Время действия фильма «Рука мумии» — 1940 год; события «Гробницы мумии» происходит 30 лет спустя, то есть в 1970 году; «Призрак мумии» также отнесён к 1970 году, а события «Проклятия мумии» разворачиваются через двадцать пять лет после этого. Таким образом, время действия этого фильма — 1995 год.

## Сюжет
Компания Пэта Уолша по заказу правительства США проводит осушение болота, где утонули Харис и Ананка. В то время как Уолш уговаривает вернуться к работе своих людей, утверждающих, что болото проклято, к нему приходят доктор Джеймс Хэлси и доктор Ильзор Зандааб из музея Скриппса, прося помочь разыскать те самые мумии. Их разговор прерывается сообщением о находке трупа рабочего на краю болота. Рабочий убит ножом в спину, а невдалеке обнаружена яма в форме тела и кусок бинта.
Зандааб, являющийся тайным жрецом Аркама, встречается со своим помощником, Рагхебом, устроившим укрытие в развалинах монастыря рядом с болотом. Именно Рагхеб выкопал мумию Хариса, а затем, убив помогавшего ему рабочего, перенёс мумию в развалины. Зандааб с помощью отвара из листьев таны пробуждает мумию.
На следующий день каджун Джо встречает на болоте красивую девушку, но она не в себе. Джо приносит её в комнату к тёте Берте, содержательнице местного бара, а сам уходит за доктором. В это время в комнату врывается Харис, посланный на поиски принцессы Ананки, убивает Берту, после чего пытается догнать убежавшую девушку, но её находит доктор Хэлси и увозит в лагерь археологов.
На следующее утро девушка приходит в себя, но у неё амнезия. В лагере её замечает Зандааб и, поняв что и есть Ананка, той же ночью посылает за ней мумию. Харис убивает доктора Купера, девушке снова удаётся сбежать. Следующей ночью археологи и местные жители организовывают поиски на болоте, в это время Харис похищает вернувшуюся в лагерь археологов Ананку, это видят Бетти Уолш и Рагхеб. Рагхеб берётся проводить Бетти к доктору Хэлси, но вместо этого отводит её в развалины, куда уже вернулся Харис с Ананкой.
Зандааб грозит смертью Рагхебу и Бетти за то, что секрет мумии не удалось сохранить втайне. Рагхеб убивает жреца и пытается убить пришедшего по следам Хариса доктора Хэлси, но тот одерживает верх. Появившийся Харис хочет убить Рагхеба, тот запирается от мумии в келье, Харис проламывает стену и развалины обрушиваются, заваливая их обоих камнями.
В соседнем помещении находят принцессу Ананку, снова обратившуюся в мумию.

## В ролях
- Лон Чейни (младший) — Харис, мумия
- Питер Коу — доктор Ильзор Зандааб
- Вирджиния Кристин — принцесса Ананка
- Кэй Хардинг — Бетти Уолш
- Деннис Мур — доктор Джеймс Хэлси
- Мартин Кослек — Раджеб
- Курт Кэтч — каджун Джо
- Эддисон Ричардс — Пэт Уолш
- Холмс Херберт — доктор Купер
- Чарльз Стивенс — Ахиллес
- Уильям Фарнум — Майкл
- Наполеон Симпсон — Губи